# Бой при Врабча
Боят при Врабча е бой през Сръбско-българската война (1885), който се провежда на 3 ноември 1885 г. между Трънския отряд и Шумадийската дивизия.

## Сили на воюващите страни
- Шумадийска дивизия
- Трънският отряд е в състав 3-та дружина от 5-и дунавски полк, 1-ва запасна рота от 1-ви софийски полк, трифунтова планинска батарея под командването на капитан Силяновски и Врабчанската опълченска чета.

## Ход на военните действия
След успешните действия на Трънския отряд в боя при Трън, срещу отряда настъпва Шумадийската дивизия командвана от полковник Бинички. Използвайки добрите условия на местността, Трънският отряд заема височините около Врабча. Към отряда се присъединява и 3-та дружина от 5-и дунавски полк.
Първата атаката на Шумадийската дивизия започва около 6 часа рано сутринта на 3 ноември. Атаката е отбита, но огънят продължава, заместник-началникът на Западния корпус капитан Георги Мечконев преценява, че с наличните войскови части не може да се удържи позицията и иска подсилване на позицията при Врабча с още 2 дружини - 4-та дружина от 5-и дунавски полк под командването на капитан Николов и една дружина от 7-и преславски полк. Пристигането на дружините на позицията се забавя и Трънският отряд е принуден да извърши организирано оттегляне към Секиричкия мост.
Военни действия води и 4-та дружина от 5-и дунавски полк, която е оставена в резерв на отряда. Дружината заема отбранителни позиции край вис. Плоча. Срещу нея настъпва 12-и сръбски полк, който привечер атакува дружината, но атаката бива отбита. Дружината е подкрепена и от няколко роти под командването на капитан Марин Маринов, които настъпват към вис. Драговски камик.
Шумадийската дивизия е принудена да нощува, като частите и се разполагат край вис. Плоча и в района на Врабчанската махала.
Трънският отряд успява да спечели ценно време за защитниците на Сливнишката позиция, което се оказва съществено за успешната защита на позицията.